# Nigritelle noire
Nigritella rhellicani
Espèce
Classification phylogénétique
Statut de conservation UICN

 LC  : Préoccupation mineure
La nigritelle noire (anciennement Nigritella rhellicani ou Nigritella nigra subsp. rhellicani), également appelée orchis vanille, nigritelle noirâtre, nigritelle de Rellikon, nigritelle de Rhellicanus..., est une espèce de plantes à fleurs de la famille des Orchidacées.
Actuellement, on la relie au genre Gymnadenia : Gymnadenia rhellicani (Teppner & E. Klein) Teppner & E. Klein (1998) ou Gymnadenia nigra subsp. rhellicani (Teppner & E.Klein) J.-M.Tison, 2010. C'est une petite plante herbacée trouvée en Europe. 

## Description
Vivace, haute d'une dizaine de centimètres, florissant de mai à août.

Elle dégage une odeur de vanille d'où son appellation d'orchis vanille.
Son inflorescence, rouge sombre, tirant parfois sur le rose, mesure de 1 à 3 centimètres de hauteur et possède une forme ovoïde conique. Ses feuilles sont linéaires et allongées.

## Habitat
La nigritelle noire pousse aux étages subalpin et alpin (entre 1 500 et 2 500 m d'altitude), dans les alpages et prairies de montagne. Elle pousse dans divers types de pelouses maigres et landes ouvertes. On la retrouve aussi bien dans les massifs calcaire que siliceux.

## Dans la culture populaire
Selon une étude ethnobotanique et du patois local, faite par Françoise et Grégoire Nicollier à Bagnes (Suisse) et publiée en 1984, on disait de cette plante localement dénommée èrba du kâlon (« herbe du caillé ») : « S'il est mangé par le bétail, le lait ne caille pas ».

## Répartition
Pyrénées, Massif central, Jura, Alpes, Balkans, Grèce.

## Galerie

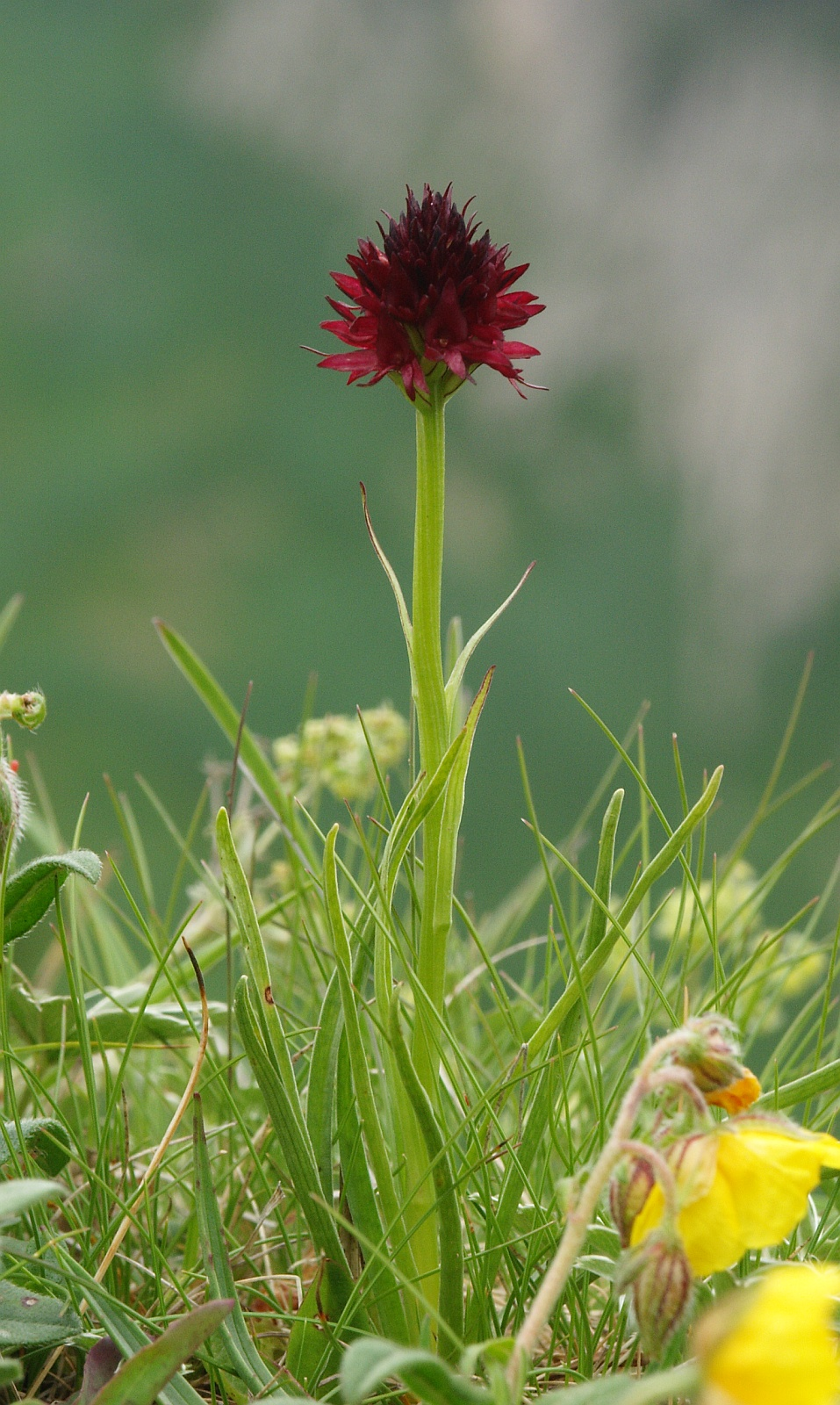
Nigritella rhellicani
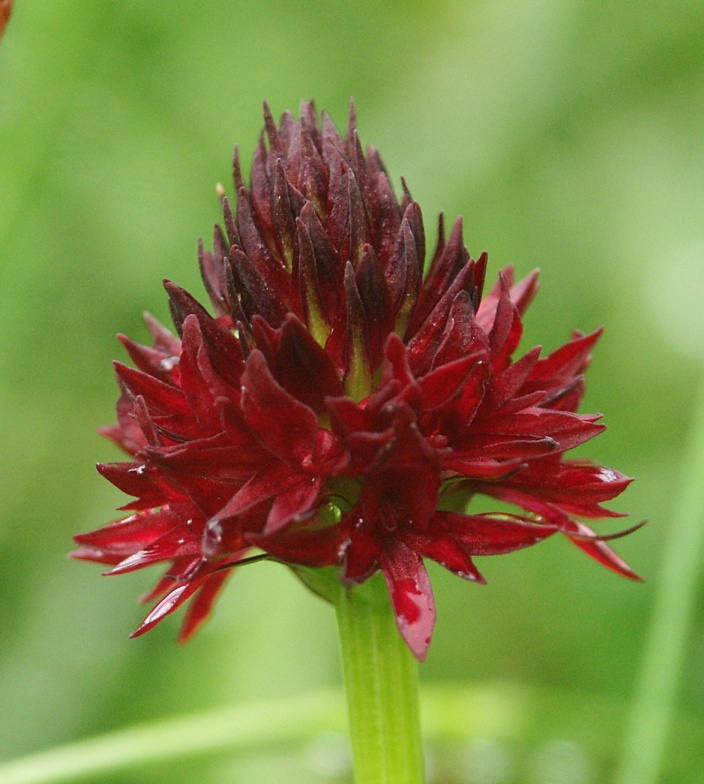
Nigritella rhellicani, inflorescence
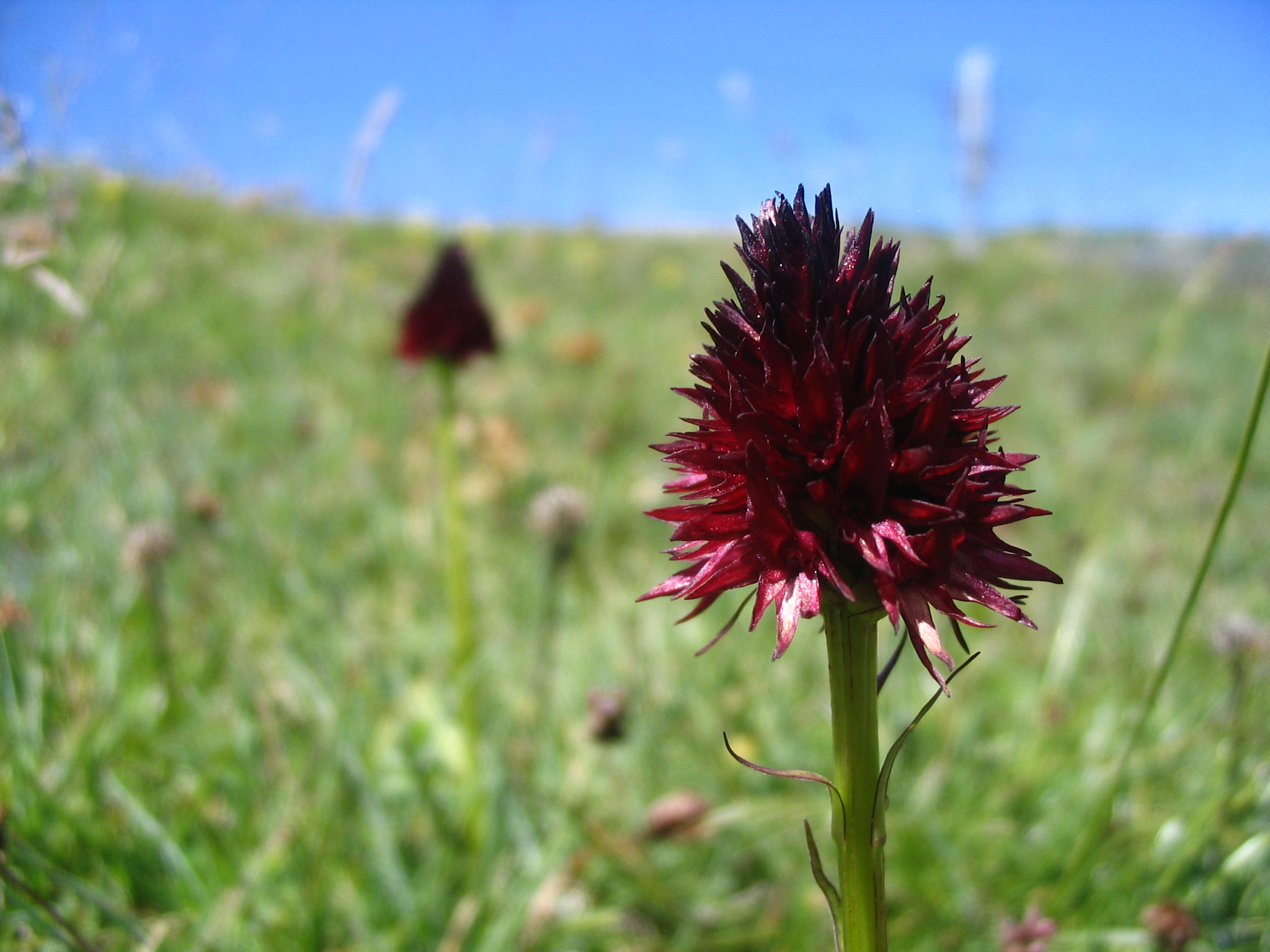
Nigritella rhellicani dans les alpages du Mont Margériaz en Savoie.